# Uzay-le-Venon
Uzay-le-Venon è un comune francese di 428 abitanti situato nel dipartimento del Cher, nella regione del Centro-Valle della Loira.

## Società

### Evoluzione demografica
Abitanti censiti